# Conocephalinae
Conocephalinae is een onderfamilie van rechtvleugelige insecten die behoort tot familie van de sabelsprinkhanen (Tettigoniidae).

## Taxonomie
- Onderfamilie Conocephalinae
- Tribus Agraeciini
- Tribus Coniungopterini
- Tribus Conocephalini
- Tribus Copiphorini
- Tribus Euconchophorini